# Oxythemis phoenicosceles
Oxythemis phoenicosceles là một loài chuồn chuồn ngô thuộc họ Libellulidae. Loài này có ở Bénin, Cameroon, Cộng hòa Congo, Cộng hòa Dân chủ Congo, Bờ Biển Ngà, Gabon, Gambia, Ghana, Liberia, Nigeria, và Uganda. Nơi sinh sống tự nhiên của nó là các khu rừng đất thấp ẩm nhiệt đới và cận nhiệt đới, các vùng đất ướt cây bụi ưu thế và các đầm nước ngọt.
Nó là loài duy nhất trong chi của nó.